# توموهيتو أميرة ميكاسا
توموهيتو أميرة ميكاسا (9 أبريل 1955) أحد أعضاء العائلة الإمبراطورية اليابانية باعتبارها أرملة توموهيتو أمير ميكاسا وتعرف أيضا باسم الأميرة نوبيكو.